# Blastophaga silvestriana
Blastophaga silvestriana is een vliesvleugelig insect uit de familie vijgenwespen (Agaonidae). De wetenschappelijke naam is voor het eerst geldig gepubliceerd in 1935 door Grandi.